# Кассар, Джорджина
Джорджина Кассар (англ. Georgina Cassar, родилась 9 сентября 1993 в Уэлин-Гарден-Сити) — британская гимнастка (художественная гимнастика), участница Игр Содружества 2010 года от Гибралтара и летней Олимпиады 2012 года от Великобритании.

## Ранние годы
Отец — Франко, мальтиец. Мать — Джеки, англичанка. В 1996 году семья переехала в Гибралтар, где отец занял высокопоставленную должность в местном банке. Училась в нескольких гибралтарских школах: Губернаторской начальной школе Мидоу (англ. Governor's Meadow Primary School), средней школе епископа Фитцджеральда (англ. Bishop Fitzgerald Middle School) и школе Уэстсайд (англ. Westside School),

## Гимнастика
В возрасте трёх лет Джорджина записалась в балетную школу. В 2010 году выступила на Играх Содружества в Дели от команды Гибралтара и заняла 16-е место в многоборье. В 2012 году переехала в Бат для подготовки к домашней Олимпиаде: посещала дополнительные занятия по психологии, биологии и физкультуре в школе имени Короля Эдуарда, намереваясь сдать по ходу игр экзамены.
Будучи подданной Великобритании и постоянно проживая в Гибралтаре, Джорджина выступала на лондонской Олимпиаде именно за Великобританию, поскольку Олимпийский комитет Гибралтара не был признан МОК, однако Гибралтар относится формально к Британским заморским терирториям, а его жители, таким образом, могут представлять Великобританию на спортивных соревнованиях. Кассар, таким образом, стала первой гибралтарской спортсменкой, выступившей на Олимпийских играх.
10 августа Кассар выступила в групповом многоборье со сборной Великобритании, но заняла 12-е место и не вышла в финальный этап.